# Ромгаз
Национална компания за природен газ „Ромгаз Медиаш“ (на румънски: Societatea Națională de Gaze Naturale Romgaz SA Mediaș, SNGN Romgaz SA, съкратено Ромгаз) е най-големият производител на природен газ в Румъния и един от най-големите производители в Източна Европа. Компанията е основният доставчик на страната и отговаря за производството на около 40% от общото потребление на природен газ в Румъния.
Мажоритарен акционер на компанията е правителството на Румъния, което притежава дял от 70,01%, останалите 29,09% от акциите се търгуват публично. През 2018 г. компанията е единствената държавна компания, която надхвърля приходи от 1 милиард евро.
Ромгаз е специализирана в геоложки изследвания за откриване на въглеводороди, производство, съхранение, комерсиализация и доставка на природен газ и кондензат от природен газ. Компанията е структурирана в шест клона: два производствени клона, разположени в Търгу Муреш и Медиаш, един клон за подземно съхранение, разположен в Плоещ, клон за специални операции, разположен в Медиаш, клон за поддръжка, разположен в Търгу Муреш, и един международен офис в Братислава, Словакия.